# Америчка Девичанска Острва на Светском првенству у атлетици у дворани 2016.
Америчка Девичанска Острва су учествовала на 16. Светском првенству у атлетици у дворани 2016. одржаном у Портланду (САД) од 17. до 20. марта. Репрезентацију Америчких Девичанских Острва на њиховом дванаестом учествовању на светским првенствима у дворани, представљало је двоје такмичара (1 мушкарац и 1 жена), који су се такмичили у две дисциплине.,
На овом првенству представници Америчких Девичанских Острва нису освојили ниједну медаљу. У табели успешности према броју и пласману такмичара који су учествовали у финалним такмичењима (првих 8 такмичара) Америчка Девичанска Острва су са једним учесником у финалу о освојеним 7. местон, делила 47. место са 2 бода.
| Плас. | Земља                      | 1. место | 2. место | 3. место | 4. место | 5. место | 6. место | 7. место | 8. место | Бр. финал. | Бод. |
| ----- | -------------------------- | -------- | -------- | -------- | -------- | -------- | -------- | -------- | -------- | ---------- | ---- |
| =47.  | Америчка Девичанска Острва | 0        | 0        | 0        | 0        | 0        | 0        | 1        | 0        | 1          | 2    |

Није било националних и личних рекорда, а оборен је један најбољи лични резултат сезоне.

## Учесници
| Мушкарци: - Еди Ловет — 60 м препоне | Жене: - Лаверн Џоунс-Ферет — 60 м |  |

## Резултати

### Мушкарци
| Атлетичар | Дисциплина   | Лични рекорд | Квалификације | Квалификације | Полуфинале | Полуфинале    | Финале   | Финале      | Детаљи |
| Атлетичар | Дисциплина   | Лични рекорд | Резултат      | Место         | Резултат   | Место         | Резултат | Место       | Детаљи |
| --------- | ------------ | ------------ | ------------- | ------------- | ---------- | ------------- | -------- | ----------- | ------ |
| Еди Ловет | 60 м препоне | 7,57 НР      | 7,63 ЛРС      | 1. у гр. 1 КВ | 7,69       | 4. у пф. 1 КВ | 7,75     | 7 / 27 (28) |        |

### Жене
| Атлетичарка        | Дисциплина | Лични рекорд | Квалификације | Квалификације | Полуфинале | Полуфинале | Финале                | Финале       | Детаљи |
| Атлетичарка        | Дисциплина | Лични рекорд | Резултат      | Место         | Резултат   | Место      | Резултат              | Место        | Детаљи |
| ------------------ | ---------- | ------------ | ------------- | ------------- | ---------- | ---------- | --------------------- | ------------ | ------ |
| Лаверн Џоунс-Ферет | 60 м       | 6,97 НР      | 7,27          | 3. у гр. 2 КВ | 7,33       | 7. у пф. 3 | Није се квалификовала | 19 / 42 (45) |        |